# Josef Šlechta (kněz)
Josef Šlechta (13. prosince 1856, Radvanice – 8. července 1924, Mělník) byl český římskokatolický kněz, čestný kanovník Katedrální kapituly u sv. Štěpána v Litoměřicích a infulovaný probošt mělnický.

## Život
Kněžské svěcení přijal 20. července 1880. V letech 1916–1924 byl proboštem kolegiátní kapituly v Mělníku. Stal se nástupcem prvního mělnického probošta po obnovení této hodnosti. V Mělníku působil v době plné společenského kvasu razícího v poměru k církvi heslo „Pryč od Říma“ (něm. „Los von Rom“). Odolal snahám po zabrání kostela sv. Ludmily pro nově vzniklou Československou církví a snažil se uchránit drobné církevní památky v plenéru před projevy „ducha tehdejší doby“.
Byl jmenován také čestným kanovníkem litoměřické kapituly, biskupským vikářem, konzistorním radou a čestným občanem Pšovky. Pohřben je na Chloumku vlevo od vchodu do kostela sv. Trojice. Byl znám jako kněz skromný a dobrého srdce, evangelijního života.